# Funkcjonariusz publiczny
Ten artykuł należy dopracować:

przedstawiono sytuację tylko z polskiej perspektywy – artykuł powinien być przekrojowy.
Pomóż go poprawić. Na stronie dyskusji mogą znajdywać się pomocne komentarze.
Funkcjonariusz publiczny – osoba pełniąca funkcję publiczną w ramach służby publicznej, bez względu na formę zatrudnienia, która z uwagi na szczególną pozycję zawodową lub posiadane kompetencje związane ze sprawowaniem władzy publicznej korzysta na gruncie polskiego prawa karnego ze szczególnej ochrony prawnej, ale jednocześnie podlega szczególnej odpowiedzialności karnej.
Szczególną kategorię funkcjonariusza publicznego stanowią: funkcjonariusz służb państwowych oraz żołnierz zawodowy, czyli osoby zatrudniane w oparciu o administracyjnoprawny stosunek służbowy specyficzny dla danej służby mundurowej, w miejsce regularnego stosunku pracy (powstałego w drodze umowy, powołania, mianowania lub wyboru) albo stosunku cywilnoprawnego.

## Definicja prawna
Według definicji z art. 115 § 13 polskiego Kodeksu karnego funkcjonariuszem publicznym jest:
- Prezydent Rzeczypospolitej Polskiej,
- poseł, senator, radny,
- poseł do Parlamentu Europejskiego,
- sędzia, ławnik, prokurator, funkcjonariusz finansowego organu postępowania przygotowawczego lub organu nadrzędnego nad finansowym organem postępowania przygotowawczego, notariusz, komornik, kurator sądowy, syndyk, nadzorca sądowy i zarządca, osoba orzekająca w organach dyscyplinarnych działających na podstawie ustawy,
- osoba będąca pracownikiem administracji rządowej, innego organu państwowego lub samorządu terytorialnego, chyba że pełni wyłącznie czynności usługowe, a także inna osoba w zakresie, w którym uprawniona jest do wydawania decyzji administracyjnych,
- osoba będąca pracownikiem organu kontroli państwowej lub organu kontroli samorządu terytorialnego, chyba że pełni wyłącznie czynności usługowe,
- osoba zajmująca kierownicze stanowisko w innej instytucji państwowej,
- funkcjonariusz organu powołanego do ochrony bezpieczeństwa publicznego albo funkcjonariusz Służby Więziennej,
- osoba pełniąca czynną służbę wojskową, z wyjątkiem terytorialnej służby wojskowej pełnionej dyspozycyjnie,
- pracownik międzynarodowego trybunału karnego, chyba że pełni wyłącznie czynności usługowe
- inspektor Inspekcji Wodnej.

Za funkcjonariusza publicznego nie może zostać uznana osoba niewymieniona w cytowanym przepisie.

## Podmioty korzystające z ochrony prawnej przewidzianej dla funkcjonariusza publicznego
Z ochrony prawnej przewidzianej dla funkcjonariusza publicznego korzystają następujące podmioty:
- ratownik medyczny w trakcie wykonywania czynności ratunkowych lub udzielający świadczeń w ramach pomocy doraźnej oraz który wykonuje zawód w podmiocie wykonującym działalność leczniczą, który zawarł umowę o udzielanie świadczeń opieki zdrowotnej finansowanych ze środków publicznych, w związku z udzielaniem świadczeń zdrowotnych w tym podmiocie[1],
- lekarz udzielający świadczeń w ramach pomocy doraźnej oraz który wykonuje zawód w podmiocie wykonującym działalność leczniczą, który zawarł umowę o udzielanie świadczeń opieki zdrowotnej finansowanych ze środków publicznych, w związku z udzielaniem świadczeń zdrowotnych w tym podmiocie[2],
- pracownicy kolejowi podczas wykonywania obowiązków służbowych
- farmaceuta oraz technik farmaceutyczny, podczas i w związku z wykonywaniem w aptece ogólnodostępnej lub punkcie aptecznym określonych przepisami prawa czynności[3],
- pielęgniarka i położna podczas i w związku z udzielaniem świadczeń zdrowotnych[4],
- osoba udzielająca pierwszej pomocy i kwalifikowanej pierwszej pomocy[5],
- pracownik socjalny, zgodnie z art. 121 ust. 2 ustawy o pomocy społecznej (Dz.U. z 2023 r. poz. 901),
- nauczyciel, podczas lub w związku z pełnieniem obowiązków służbowych[6],
- asesor komorniczy, gdy pełni zlecone mu obowiązki zastępcy komornika, bądź prowadzi zlecone mu czynności egzekucyjne w trybie art. 138 ustawy o komornikach sądowych (Dz.U. z 2024 r. poz. 1458)[7], jednakże zdania Sądu Najwyższego nie podziela doktryna[8],
- rachmistrz spisowy w czasie wykonywania obowiązków związanych z narodowym spisem powszechnym[9],
- sołtysi, przewodniczący zarządów osiedli i dzielnic[10],
- pracownicy Poczty Polskiej podczas wykonywania czynności służbowych[11],
- pracownicy ochrony wykonujący zadania ochrony obszarów, obiektów i urządzeń podlegających obowiązkowej ochronie[12],
- adwokat, zgodnie z art. 7 ust. 1 ustawy – Prawo o adwokaturze,
- radca prawny, zgodnie z art. 12 ust. 1 ustawy o radcach prawnych,
- komisarze wyborczy, członkowie Państwowej Komisji Wyborczej, okręgowych, rejonowych i terytorialnych komisji wyborczych oraz urzędnicy wyborczy, zgodnie z art. 154 § 5 Kodeksu wyborczego,
- członkowie obwodowych komisji wyborczych w trakcie: przebywania w lokalu wyborczym, czynności podejmowanych przez obwodową komisję wyborczą oraz przygotowań do prac obwodowej komisji wyborczej, zgodnie z art. 154 § 5a Kodeksu wyborczego,
- pracownicy Zakładu Ubezpieczeń Społecznych, chyba że pełnią wyłącznie czynności usługowe[13],
- operator numerów alarmowych, starszy operator numerów alarmowych, koordynator oraz koordynator-trener podczas pełnienia obowiązków służbowych[14]
- kierownik budowli ochronnej i osoba pełniąca służbę w obronie cywilnej w czasie wykonywania swoich obowiązków[15].

Wyżej wymienione podmioty nie są funkcjonariuszami publicznymi, jedynie stosuje się do nich ten sam szczególny reżim ochronny co do funkcjonariuszy publicznych. Ponadto kodeks karny przewiduje szczególną ochronę prawną przed przestępstwami naruszenia nietykalności cielesnej (art. 222 Kodeksu karnego) oraz znieważenia (art. 226 Kodeksu karnego) także dla osób przybranych do pomocy funkcjonariuszowi publicznemu.

## Status prawny funkcjonariusza publicznego
Szczególna ochrona prawna funkcjonariusza publicznego wyraża się w tym, że określone zachowanie sprawcy przestępstwa wobec funkcjonariusza publicznego jest zagrożone karą surowszą niż analogiczne zachowanie się sprawcy wobec innych podmiotów. Na przykład przestępstwo naruszenia nietykalności cielesnej popełnione wobec funkcjonariusza publicznego zagrożone jest karą grzywny, ograniczenia wolności albo pozbawienia wolności do lat 3 i ścigane jest z urzędu (art. 222 Kodeksu karnego). W przypadku takich czynów występuje okoliczność łagodząca w postaci niewłaściwego zachowania się funkcjonariusza. To samo przestępstwo popełnione wobec innego pokrzywdzonego zagrożone jest karą grzywny, ograniczenia wolności albo pozbawienia wolności do roku, a ściganie odbywa się z oskarżenia prywatnego (art. 217 Kodeksu karnego).
Niektóre przestępstwa mogą zostać popełnione jedynie przez funkcjonariuszy publicznych. Innymi słowy zakres karanych zachowań jest w przypadku funkcjonariuszy publicznych nieco szerszy w porównaniu z innymi podmiotami. Przykładem może być przestępstwo przekroczenia uprawnień lub niedopełnienia obowiązków na szkodę interesu prywatnego lub publicznego (art. 231 Kodeksu karnego). Inne osoby nie podlegają karze za takie zachowanie, o ile nie wypełnia ono jednocześnie znamion innego przestępstwa.

## Prawa zrzeszania funkcjonariuszy publicznych
Wolności związkowe funkcjonariuszy publicznych określa Konwencja MOP nr 151 z 1978 r. Ma ona zastosowanie do wszystkich osób zatrudnionych przez władze publiczne w zakresie, w jakim nie stosuje się do nich korzystniejszych postanowień innych międzynarodowych konwencji dotyczących pracy, dopuszczalne są ograniczenia dla członków sił zbrojnych i policji (art. 1).